# Alice Nine
Alice Nine (jap. アリス九號) ist eine japanische Visual-Kei-Band, die bei dem Label PS Company unter Vertrag steht, bei dem auch Kra, the GazettE und Kagrra, unterzeichnet haben oder hatten.
Gegründet wurde die Band 2004 vom Schlagzeuger Nao. Zunächst hatte er Saga angesprochen, war mehr oder weniger kurzfristig Mitglied in dessen Band, bevor die beiden endgültig beschlossen eine neue Gruppe zu Gründen. Zusammen holten sie Shou und Tora in die Band. Als letzter trat Hiroto der Band bei. Die anderen vier hatten ihn bei einem Konzert seiner damaligen Band gesehen und beschlossen, dass er gut zu ihnen passen würde.

## Geschichte
Gegründet im April 2004, erschien im Juli desselben Jahres ihre erste Single Namae wa madanai, die sich gut verkaufte und einen erfolgreichen Start für die Band bedeutete.
Nach einigen Events mit der Band Ayabie und der Unterzeichnung bei PS Company veröffentlichten sie im November 2004 bereits ihr erstes Mini-Album Gion shousha no kane ga naru. Auf ihre weiteren Singles Gin no Tsuki Kuroi Hoshi im März 2005, Yami ni Chiru Sakura im April 2005 und Yuri wa Aoku Saite im Mai 2005 folgte im Juli 2005 ihr zweites Mini-Album Alice in Wonderland. Nach dem Erscheinen des Albums gingen sie erstmals auf Tournee.
Für das nächste Mini-Album Kasō Musō shi unterzeichneten alice nine. bei King Records. 2006 wurden gleich drei neue Singles veröffentlicht, und die Vielseitigkeit ihrer Musik steigerte auch immer weiter ihre Popularität. So wurde ihre Single Akatsuki/Ikuoku no Chandelier als Opening der Anime-Serie Meine Liebe wieder verwendet. Im April desselben Jahres brachten sie dann endlich ihr erstes Album Zekkei Shoku heraus, welches sich den 4. Platz in den Oricon daily charts sichern konnte. Darauf folgte gleich die Kacho Fugetsu Vol. 1 Tour.
Den Abschluss des Jahres bildete die Veröffentlichung der DVD Single Number Six, die auf der DVD alice nine. – The Movie zu finden war. Ebenso wie die Single Blue Planet, die nur auf der Homepage der Band heruntergeladen werden konnte.
2007 kam ihre zweite DVD Hello, Dear Numbers und eine Single mit dem Namen Jewels heraus und eine weitere Tour folgte, Black Jewel & White Rose. Am 6. Juni 2007 erfolgte die Veröffentlichung ihrer neuen Single White Prayer. Am 25. Mai brachten sie im Zusammenhang mit dem von Yoshiki initiierten J-Rock Revolution Festival in Los Angeles ihr erstes Konzert außerhalb Japans über die Bühne. Ihr deutsches und somit auch europäisches Debüt wurde im Rahmen der J-Rock-Invasion am 29. Dezember 2007 in Köln zusammen mit ScReW, Kra, Kagrra, und SuG gegeben.
Am 26. März 2008 veröffentlichte die Band ihre neue Single „Mirror Ball“, der auch als Titelsong für den Anime „Aquarian Age“ diente.
Die Fans konnten sich am 2. Juli 2008 über ein Release von zwei DVDs freuen, die unter anderem mehrere Musikvideos enthielten. Am 6. August 2008 veröffentlichte die Band ihre neue Single „Rainbows“, und am 10. Dezember 2008 „Cross Game“. Der Song „Cross Game“ diente als Ending für den Anime „Yu-Gi-Oh! 5Ds“.
Am 24. März 2010 brachten Alice Nine ein Best-of-Album mit dem Titel „Alice Nine Complete Collection 2006–2009“ heraus, nachdem sie am 22.3. auf eine japanweite Tour gingen.
Nach Ende der Tour kündigte die Band bereits neue Tour-Pläne an, wobei auch die finale Performance im Tokioter Nippon Budōkan bekannt gegeben wurde. Nach dem Peace&Smile Carnival von 2009 ist dies der zweite Auftritt dort für die Band.
Am 30. Mai nehmen Alice Nine am „PS Company Event Tribal Arivall Vol. 100“ teil.

## Diskografie
Alben und EPs
- 2004: 祇園盛者の鐘が鳴る (Gion Shōja no Kane ga Naru)
- 2005: Alice In Wonderland
- 2005: 華想夢想紙 (Kasō Musō shi)
- 2006: 絶景色 (Zekkei Shoku)
- 2007: Alpha
- 2009: Vandalize
- 2011: Gemini
- 2012: 9
- 2014: Supernova

Singles
- 2004: 名前は、未だ無ひ (Namae wa madanai)
- 2005: 銀の月 黒い星 (Gin no Tsuki Kuroi Hoshi)
- 2005: 闇ニ散ル桜 (Yami ni Chiru Sakura)
- 2005: 百合は蒼く咲いて (Yuri wa Aoku Saite)
- 2006: 九龍 Nine Heads Rodeo Show (Kowloon Nine Heads Rodeo Show)
- 2006: Fantasy.
- 2006: 暁 / 幾億のシャンデリア (Akatsuki/Ikuoku no Chandelier, Opening Song für den Anime Meine Liebe Wieder)
- 2006: Number Six
- 2006: Blue Planet
- 2007: Jewels
- 2007: White Prayer
- 2007: Tsubasa
- 2008: Cosmic World
- 2008: Mirror Ball
- 2008: Eraser
- 2008: Rainbows
- 2008: Cross Game
- 2009: Hana (華)
- 2010: Senkou[6]
- 2010: Stargazer (November 2010)

Videoalben
- 2006: Alice In Wonder Film
- 2006: Number Six.
- 2007: Hello, Dear Numbers
- 2008: Alice in Pictures I&II
- 2008: [Discotheque Play Like “A” Rainbows-enter&exit-]
- 2009: PSCompany 10th Anniversary Peace & Smile Carnival (PS Company 10周年記念公演)
- 2009: Untitled Vandal(ism)#Finale [Graced The Beautiful Day]

Fotobücher
- 2007: Dive Into the Sun
- 2007: Shiny Summer X’mas 2007
- 2008: Alpha (Band Score and Tablature)
- 2008: Zekkeishoku (Band Score and Tablature)
- 2008: alice nine. First Piano Collection (Piano Solo Tablature)
- 2009: Piece of 5ive Elements ‘The Book’ ~Alice Nine 5th~